# Silver Wheels (musikalbum)
Silver Wheels er det tiende studiealbum af den svenske musiker og sangskriver Eddie Meduza. Albummet blev udgivet i 1997 og er det anden album, hvor Eddie Meduza ikke spiller nogen instrumenter.

## Spor
Alle sange skrevet og komponeret af Eddie Meduza.
| #   | Titel                       | Længde |
| --- | --------------------------- | ------ |
| 1.  | "Porrfavor (Compagneros)"   | 04:05  |
| 2.  | "Han Börja' Rocka"          | 04:06  |
| 3.  | "Silver Wheels"             | 03:11  |
| 4.  | "Keep On Rolling"           | 03:31  |
| 5.  | "Det Blir Aldrig Någonting" | 04:07  |
| 6.  | "Jag Ger Fan I Allt"        | 03:24  |
| 7.  | "Totempåle"                 | 03:06  |
| 8.  | "Heartache"                 | 03:00  |
| 9.  | "Baby Do You Love Me?"      | 03:11  |
| 10. | "Börjes Whaggar Whock"      | 02:39  |
| 11. | "Here Comes The Rain Again" | 03:10  |

Bonussange
1. Raggare (fra kassetten Raggare!) - 02:41.
2. Evert (fra albummet Harley Davidson) - 03:29
3. Bara Lite Solsken (fra albummet Harley Davidson) - 03:04
4. Punkjävlar (fra albummet Dåren É Lös) - 03:45

### Sangtitler på dansk
- Han Börja' Rocka - Han Begyndte At Rocke.
- Det Blir Aldrig Någonting - Det Bliver Aldrig Nogenting.
- Jag Ger Fan I Allt - Jeg Giver Fanden I Alt.
- Totempåle - Totempæl.

## Medvirkende
- Eddie Meduza - Sang og kor
- Robert Jakobsson - Guitar
- Martin Hedström - Guitar
- Henrik Lundberg - Bas
- Marko Grönholm - Trommer
- Jan Anders Bjerger - Trompet
- Kristine Bergström - Fløj
- Patrik Tibell - Kor, producent, tekniker og arrangement